# Kaltenkirchen
Kaltenkirchen (nicknamed KaKi) là một thị xã ở ngoại ô Hamburg nước Đức. Đô thị Kaltenkirchen có diện tích 23,1 km². Đô thị này thuộc huyện Segeberg trong bang Schleswig-Holstein. Dân số cuối năm 2019 khoảng 22.109 người.

## Kết nghĩa
- Kalisz Pomorski, Ba Lan
- Putlitz, Đức